# Perizoma pseudoscitularia
Perizoma pseudoscitularia är en fjärilsart som beskrevs av Ramon Agenjo Cecilia 1950. Perizoma pseudoscitularia ingår i släktet Perizoma och familjen mätare. Inga underarter finns listade i Catalogue of Life.